# Макензен, Лутц
Лутц Маке́нзен (нем. Lutz Mackensen; 15 июня 1901, Бад-Гарцбург, Нижняя Саксония — 24 марта 1992, Бремен) — немецкий лингвист, фольклорист и лексикограф.
Один из авторов и главный редактор двухтомного энциклопедического издания «Справочник немецких сказок» (нем. Handwörterbuch des deutschen Märchens) и автор «Словаря Макензена» (в 1998 году издан на русском языке как «Немецкий язык. Универсальный справочник»).

## Биография
Родился 15 июня 1901 года в Бад-Гарцбурге, Прусской провинция Ганновер в семье учителей средней школы.
Учился в Берлинском университете имени Гумбольдта и Грайфсвальдском университете. В 1918 году стал членом студенческого союза Corps Baltia Berlin . В 1922 году получил докторскую степень в Гейдельбергском университете, защитив диссертацию по исследованию сказок.
В 1926—1932 годах — доцент немецкой и скандинавской филологии в Гейдельбергском университете, где он основал «Архив померанских народных песен» (нем.  Pommersche Volksliederarchiv), а затем в 1929 году «Архив фольклора Померании» (англ.  Volkskundliche Archiv für Pommern). В создании последнего также принимали участие Отто Кноп и Альфред Хаас, и его помощник Карл Кайзер, сменивший Макензена в 1933 году в качестве заведующего архивом. Заложил основы преподавания фольклористики в Грайсвальдском университете и наладил международные научные связи, в частности, организовав 1932 году конференцию со шведскими фольклористами, которая проложила путь к изучению шведского фольклора.
В 1932 году стал адъюнкт-профессором Рижского института имени Гердера.
В 1933 году после прихода к власти в Германии нацистов Макензен вступил в НСДАП. Кроме того, он выразил свою преданность режиму, высказав антисемитские взгляды. В 1935 году стал профессором. В 1940 году, во время Второй мировой войны являлся первым приглашённым профессором Гентского университета, где подавал отчёты о тех преподавателях, которые «пропагандируют в своих лекциях, более или менее, скрытое неприятие великогерманской мысли». С 1941 году стал профессором германистики в Познанском рейхсуниверситете, где занимался вопросами подготовки германизации Польши на территории захваченной Вермахтом, отвечая, по поручению гауляйтера НСДАП и Службой безопасности рейхсфюрера СС, за сбор и упорядочивание легенд, традиций и обычаев, на основании которых можно было доказать заселение региона германцами или немцами со времён бронзового века. После заключения договора о ненападении между Германией и Советским Союзом Макензены было поручено заниматься вопросами аусланддойче с целью проверить насколько «переселенцы» (нем. Rücksiedler) сохранили свое немецкое происхождение и в силу своих расовых признаков и были пригодны для создания «нового племени поселенцев» (нем. Neusiedlerstamm) — «фермеров приграничных земель» (нем. Grenzlandbauern), готовых сражаться и строить, заселив земли Бессарабии, Буковины, Волыни, Добруджи и Прибалтики.
После войны преподавал в Гёттингенском университете. Занимался вопросами немецкой этимологии, составлял сборники изречений, пословиц, поговорок.
В 1957 году стал был основателем и до 1966 года руководителем отдела исследований немецкой прессы в Земельной и университетской библиотеке Бремена.

## Научные труды
- Der singende Knochen : ein Beitrag zur vergleichenden Märchenforschung. — Helsinki : Suomalainen Tiedeakatemia, 1923.
- mit Johannes Bolte: Handwörterbuch des deutschen Märchens. De Gruyter, Berlin/Leipzig 1930 (= Handwörterbuch zur deutschen Volkskunde; Abt. 2, Märchen).
- Deutsches Volkstum von Tacitus bis Luther. — Stuttgart : Frommann [(Hrsg.)], 1930.
- Ein pommersches Hirtenbuch des 18. Jahrhunderts als Quelle zur religiösen Volkskunde. In: Ernst Bargheer, Herbert Freudenthal (Hrsg.): Volkskunde-Arbeit. Zielsetzung und Gehalte. De Gruyter, Berlin 1934, S. 196–213.
- Volkskunde in der Entscheidung : Versuch einer Standortbestimmung. — Tübingen : Mohr Siebeck Verlag[нем.], 1937.
- Volkskunde der deutschen Frühzeit. — Leipzig : Quelle & Meyer[нем.], 1937.
- Mackensen (Hrsg.). Sagen der Deutschen im Wartheland / Mackensen (Hrsg.), Bert Heller. — Posen : Hirt-Reger und v. Schoedel-Siemau Verlag, 1943.
- 3876 Vornamen : Herkunft, Ableitungen u. Koseformen, Verbreitung, berühmte Namensträger, Gedenk- u. Namenstage, Südwest-Verlag[нем.], 1969
- Der tägliche Wortschatz : Ein Wörterbuch f. Büro, Schule u. Haus. Wortgebrauch, Wortbedeutung, Wortbeugung, Rechtschreibung, Satzzeichen, Fremdwörter, Redensarten, Namen, Regelteil, Olten ; Stuttgart ; Salzburg : Fackel-Verlag, 1970
- Das moderne Fremdwörterlexikon : Über 32000 Stichwörter. Bedeutung, Herkunft, Aussprache, Beugung, Wortverbindungen, München : Südwest-Verlag[нем.], 1971, ISBN 978-3-517-00326-9
- Stauferzeit, Frankfurt am Main : Lang, 1979, ISBN 978-3-8204-6481-8
- Die Nibelungen : Sage, Geschichte, ihr Lied und sein Dichter, Stuttgart : Hauswedell, 1984, ISBN 3-7762-0228-9
- Zitate, Redensarten, Sprichwörter. 1. Auflage 1981; 2. Auflage. Füllhorn-Sachbuch-Verlag, Stuttgart 1985.
- Ursprung der Wörter: etymologisches Wörterbuch der deutschen Sprache. Südwest-Verlag[нем.], München 1985, ISBN 978-3-517-00858-5.
- Das Fachwort im täglichen Gebrauch: das aktuelle Wörterbuch mit über 25000 Begriffen. Ullstein, Berlin 1986, ISBN 978-3-548-34311-2.
- Das moderne Fremdwörter-Lexikon. Herkunft, Wortverbindungen, Bedeutung, Aussprache., Heyne, München 1991, ISBN 978-3-453-04815-7.
- Gutes Deutsch in Schrift und Rede. Mosaik-Verlag, München 1993 (Sonderausgabe).